# Gilles Delion
Gilles Delion (* 5. srpna 1966 Saint-Étienne) je bývalý francouzský silniční cyklista.
Jako amatér vyhrál závody Tour de Chablais a Stuttgart-Štrasburk. V roce 1988 uzavřel profesionální smlouvu s týmem Helvetia–La Suisse. V roce 1988 zvítězil na etapovém závodě Tour de Moselle a v roce 1989 v jednorázovém závodě Grand Prix de Lugano. V roce 1990 skončil patnáctý na Tour de France a získal bílý trikot pro nejlepšího mladého jezdce. Vyhrál v roce 1990 Giro di Lombardia, v roce 1992 Classique des Alpes a sedmou etapu Tour de France a v roce 1994 Grand Prix La Marseillaise.
Počátkem devadesátých let platil za velký talent silniční cyklistiky, očekávání však nenaplnil. Delion to vysvětloval tím, že zásadně odmítal užívat podpůrné látky; citoval výrok jednoho trenéra, že bez erythropoetinu nemá nikdo šanci proniknout mezi padesátku elitních závodníků. V roce 1996 Delion profesionální kariéru ukončil a až do roku 2001 závodil amatérsky. Často vystupoval v médiích se svojí kritikou užívání dopingu v profesionální cyklistice.

## Celkové pořadí na velkých etapových závodech
|                 | 1990 | 1991 | 1992 | 1993 | 1994 | 1995 |
| --------------- | ---- | ---- | ---- | ---- | ---- | ---- |
| Giro d'Italia   | —    | —    | —    | —    | —    | —    |
| Tour de France  | 15.  | 21.  | 58.  | —    | —    | DNF  |
| Vuelta a España | —    | —    | —    | —    | —    | DNF  |